# Ochna hackarsii
Ochna hackarsii är en tvåhjärtbladig växtart som beskrevs av Robyns och Lawalree. Ochna hackarsii ingår i släktet Ochna och familjen Ochnaceae. Inga underarter finns listade i Catalogue of Life.